# Enciclopedia Mundial Cristiana
La Enciclopedia Mundial Cristiana (en inglés: World Christian Encyclopedia) es una obra de referencia publicada por Oxford University Press, que proporciona estadísticas mundiales sobre el cristianismo y otras religiones. También se incluyen datos históricos y proyecciones de población futura. Esta información se actualiza periódicamente y se publica en el sitio web de la enciclopedia.

## Historia
David B. Barrett fue el autor de la primera edición, publicada en 1982. La segunda edición, todavía con David B. Barrett, involucró a George Thomas Kurian y Todd M. Johnson. Fue publicada en 2001. El equipo de investigación se ubicó inicialmente en Nairobi (Kenia), y luego se trasladó a Richmond (Virginia)  A pesar de su nombre, la enciclopedia incluye datos de membresía de muchas religiones no cristianas. Sin embargo, su atención se centra en el cristianismo. 
Los datos incorporados a la Enciclopedia Mundial Cristiana están disponibles en línea en el sitio web de la enciclopedia. Un estudio encontró que los datos de la World Christian Encyclopedia estaban correlacionados con otras fuentes que ofrecen estimaciones transnacionales de estadísticas religiosas, pero la base de datos a veces tenía una estimación más alta del número de cristianos en comparación con otras fuentes internacionales. 